# Microglossa
 Microglossa  DC., 1836 è un genere di piante angiosperme dicotiledoni della famiglia delle Asteraceae, sottofamiglia Asteroideae, tribù Astereae (Bellis lineage) e sottotribù Grangeinae.

## Etimologia
Il nome del genere deriva da due parole greche "μικρος" (mikros), che significa "piccolo", e "γλώσσα" (glossa), che significa "lingua". Il nome si riferisce alle piccole lingue dei fiori del raggio.
Il nome scientifico del genere è stato definito dal botanico Augustin Pyramus de Candolle (1778-1841) nella pubblicazione " Prodromus Systematis Naturalis Regni Vegetabilis ... (DC.)" ( Prodr. [A. P. de Candolle] 5: 320) del 1836.

## Descrizione
Portamento. Le specie di questo genere hanno un habitus di tipo arbustivo. Le superfici non sono viscide e non sono glutinose.
Fusto. La parte aerea, a consistenza legnosa, varia da eretta a rampicante (tipo vite), semplice o ramosa. 
Foglie. Le foglie sono disposte in modo alternato e sono picciolate. La lamina ha delle forme da oblungo-lanceolate a ovate con bordi da interi a seghettati. Le venature secondarie sono visibili. La consistenza varia a membranosa a coriacea.
Infiorescenza. Le sinflorescenze sono composte da alcuni capolini raccolti in dense formazioni corimbose o globose. Le infiorescenze vere e proprie sono composte da un capolino terminale peduncolato di tipo disciforme. I capolini sono formati da un involucro, con forme da campanulate a elicoidali, composto da diverse brattee, al cui interno un ricettacolo fa da base ai fiori di due tipi: fiori del raggio e fiori del disco. Le brattee, non carenate, con forme da ovate a lineari-lanceolate o oblungo-lanceolate, apici ottusi e a consistenza erbacea-scabra, sono disposte in modo più o meno embricato e scalato su 3 - 4 serie. Il ricettacolo, alveolato, può essere sia nudo che con pagliette a protezione della base dei fiori; la forma in genere è piano-convessa.
Fiori.  I fiori sono tetra-ciclici (formati cioè da 4 verticilli: calice – corolla – androceo – gineceo) e pentameri (calice e corolla formati da 5 elementi). Si distinguono in:
- fiori del raggio (esterni): sono femminili e sono disposti su 3 - 4 serie; la forma è ligulata (zigomorfa);
- fiori del disco (centrali): sono più numerosi con forme brevemente tubulose (attinomorfe); sono ermafroditi.

- Formula fiorale:

*/x K {\displaystyle \infty }, [C (5), A (5)], G 2 (infero), achenio
- Calice: i sepali del calice sono ridotti ad una coroncina di squame.

- Corolla: 
  - fiori del raggio: la forma della corolla alla base è più o meno tubulosa-imbutiforme, mentre all'apice le ligule sono filiformi e appena sporgenti l'involucro (più corte dello stilo); il colore è bianco;
  - fiori del disco: la forma è tubulare terminante in modo da cilindrico-campanulato a imbutiforme con 3 - 5 lobi deltati e ricurvi; il colore è biancastro o giallo.

- Androceo: l'androceo è formato da 5 stami sorretti da filamenti generalmente liberi; gli stami sono connati e formano un manicotto circondante lo stilo; le teche (produttrici del polline) alla base sono ottuse; le appendici apicali delle antere hanno delle forme piatte e lanceolate; il tessuto endoteciale (rivestimento interno dell'antera) è quasi sempre polarizzato (con due superfici distinte: una verso l'esterno e una verso l'interno). Il polline è sferico con un diametro medio di circa 25 micron;  è tricolporato (con tre aperture sia di tipo a fessura che tipo isodiametrica o poro) ed è echinato (con punte sporgenti).[10][13]

- Gineceo: l'ovario è infero uniloculare formato da 2 carpelli.[6] Lo stilo (il recettore del polline) è profondamente bifido (con due stigmi divergenti) e con le linee stigmatiche marginali separate.[14] I due bracci dello stilo hanno una forma da lanceolate a coniche e possono essere papillosi alla base.

Frutti. I frutti sono degli acheni con pappo; in alcune specie è presente un certo dimorfismo (gli acheni dei fiori del raggio differiscono dagli acheni dei fiori del disco);
- achenio: gli acheni, con forme da strettamente elicoidali a obovoidi compresse e con 3 - 4 nervature (o coste) laterali, sono setolosi-pelosi; la parete dell'achenio è formata da celle contenenti rafidi ma prive di fitomelanina; il carpoforo normalmente è anulare; le setole talvolta hanno delle punte a forma di ancora;
- pappo: il pappo, persistente, colorato di rossastro (cannella), è formato da 1 - 3 serie di setole barbate.

## Biologia
Impollinazione: l'impollinazione avviene tramite insetti (impollinazione entomogama tramite farfalle diurne e notturne).

Riproduzione: la fecondazione avviene fondamentalmente tramite l'impollinazione dei fiori (vedi sopra).

Dispersione: i semi (gli acheni) cadendo a terra sono successivamente dispersi soprattutto da insetti tipo formiche (disseminazione mirmecoria). In questo tipo di piante avviene anche un altro tipo di dispersione: zoocoria. Infatti gli uncini delle brattee dell'involucro (se presenti) si agganciano ai peli degli animali di passaggio disperdendo così anche su lunghe distanze i semi della pianta. Inoltre per merito del pappo il vento può trasportare i semi anche a distanza di alcuni chilometri (disseminazione anemocora).

## Distribuzione e habitat
Le specie di questo genere sono distribuite in Africa centrale e Asia orientale.

## Sistematica
La famiglia di appartenenza di questa voce (Asteraceae o Compositae, nomen conservandum) probabilmente originaria del Sud America, è la più numerosa del mondo vegetale, comprende oltre 23.000 specie distribuite su 1.535 generi, oppure 22.750 specie e 1.530 generi secondo altre fonti (una delle checklist più aggiornata elenca fino a 1.679 generi). La famiglia attualmente (2021) è divisa in 16 sottofamiglie; la sottofamiglia Asteroideae è una di queste e rappresenta l'evoluzione più recente di tutta la famiglia.

### Filogenesi
La tribù Astereae (una delle 21 tribù della sottofamiglia Asteroideae) comprende circa 40 sottotribù. In base alle ultime ricerche nella tribù sono stati individuati (provvisoriamente) 5 principali lignaggi:
- Basal grade: include alcuni generi isolati, il gruppo "South American-Oceania",  alcune sottotribù africane e il gruppo dei generi legnosi del Madagascar.
- Bellis lineage: comprende le sottotribù eurasiatiche e una sottotribù africana.
- Aster lineage: include i generi asiatici di Asterinae e i principali gruppi dell'Australia e dell'Oceania.
- Baccharis lineage: include alcuni gruppi sudamericani.
- North American lineage: include la vasta gamma di sottotribù del Nordamerica, Messico e alcuni gruppi distribuiti nel Sudamerica.

Il genere  Microglossa (insieme alla sottotribù Grangeinae) è incluso nel lignaggio "Bellis lineage" relativo agli areali dell'Africa, Madagascar e Asia sud-est. La sottotribù Grangeinae è divisa in tre gruppi: un gruppo eterogeneo, uno denominato "Psiadia group" e alcuni taxa Incertae sedis. Il genere di questa voce è incluso nel "Psiadia group". Alcune analisi dei dati molecolari suggeriscono che in questo gruppo dovrebbero essere incluse alcune specie del genere Psiadia come Psiadia pascalii.
I caratteri distintivi del genere sono:
- le piante non sono glutinose;
- le venature delle foglie sono decisamente ascendenti e longitudinali;
- i fiori del disco sono bisessuali.

### Elenco delle specie
Questo genere ha 10 specie:
- Microglossa afzelii O.Hoffm.
- Microglossa caffrorum  (Less.) Grau
- Microglossa caudata  O.Hoffm. & Muschl.
- Microglossa densiflora  Hook.f.
- Microglossa hildebrandtii  O.Hoffm.
- Microglossa longiradiata  Wild
- Microglossa mespilifolia  B.L.Rob.
- Microglossa psiadioides  Baker
- Microglossa pyrifolia  (Lam.) Kuntze
- Microglossa pyrrhopappa  (Sch.Bip. ex A.Rich.) Agnew

### Sinonimi
Sono elencati alcuni sinonimi per questa entità:
- Frivaldia Endl.